# Abu Ghraibgevangenis

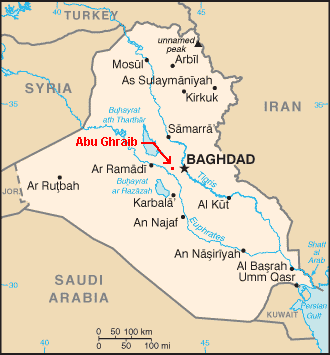
Locatie van Abu Ghraibgevangenis in Irak

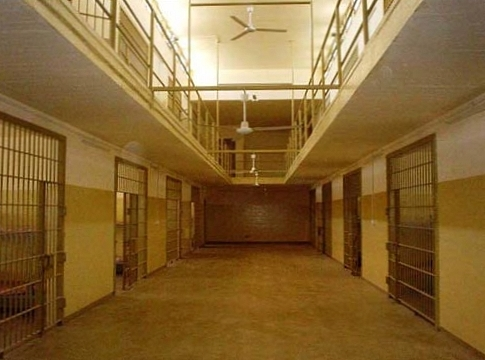
Celblok in Abu Ghraibgevangenis

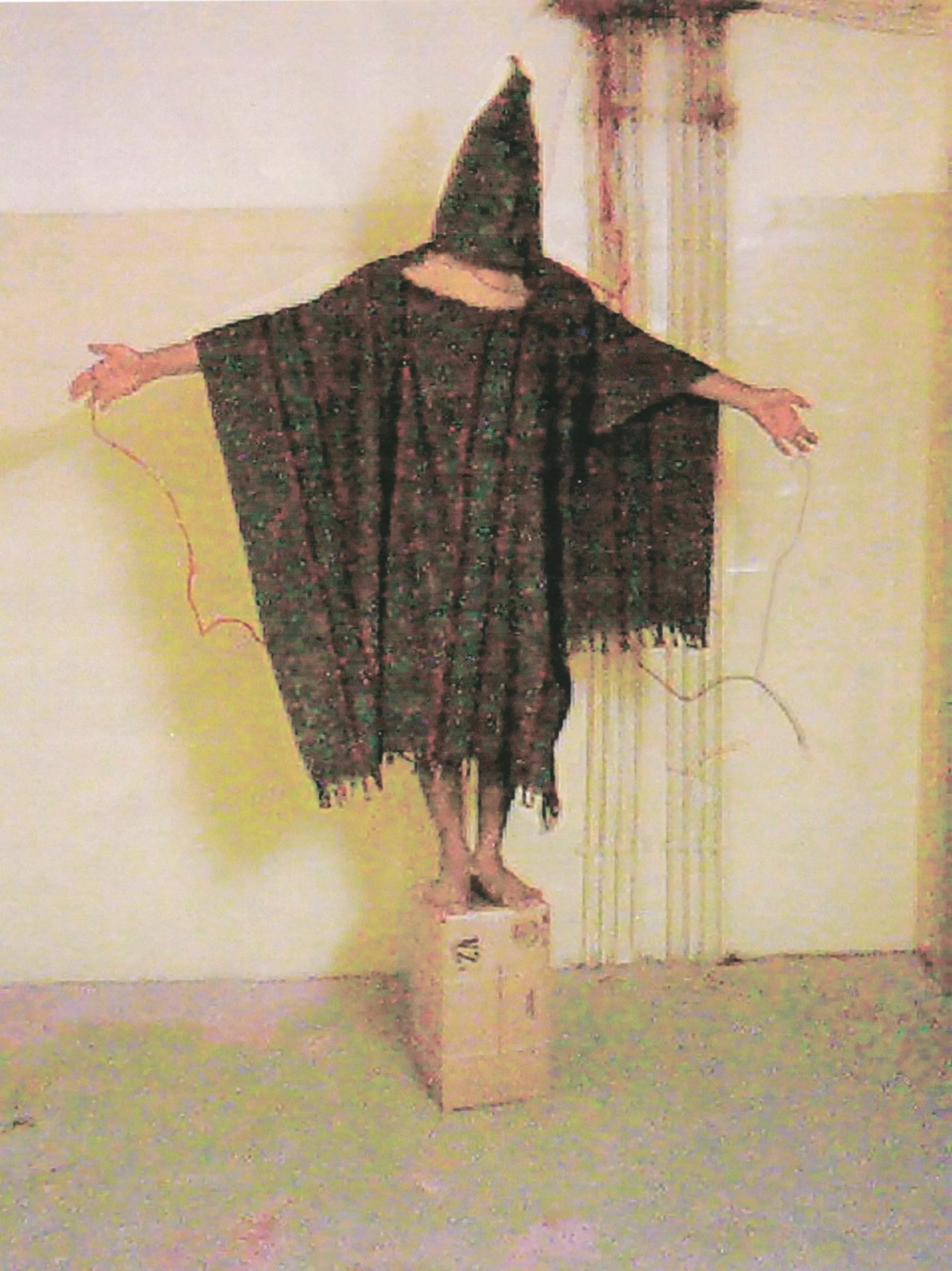
Een gevangene in de Abu Ghraibgevangenis die is voorgehouden dat hij via de draden zal worden geëlektrocuteerd zodra hij beweegt, eind 2003

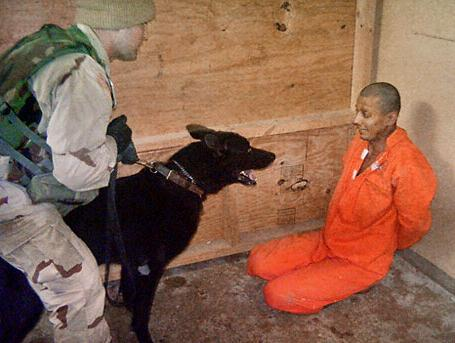
Gepubliceerd in de Washington Post in 2004

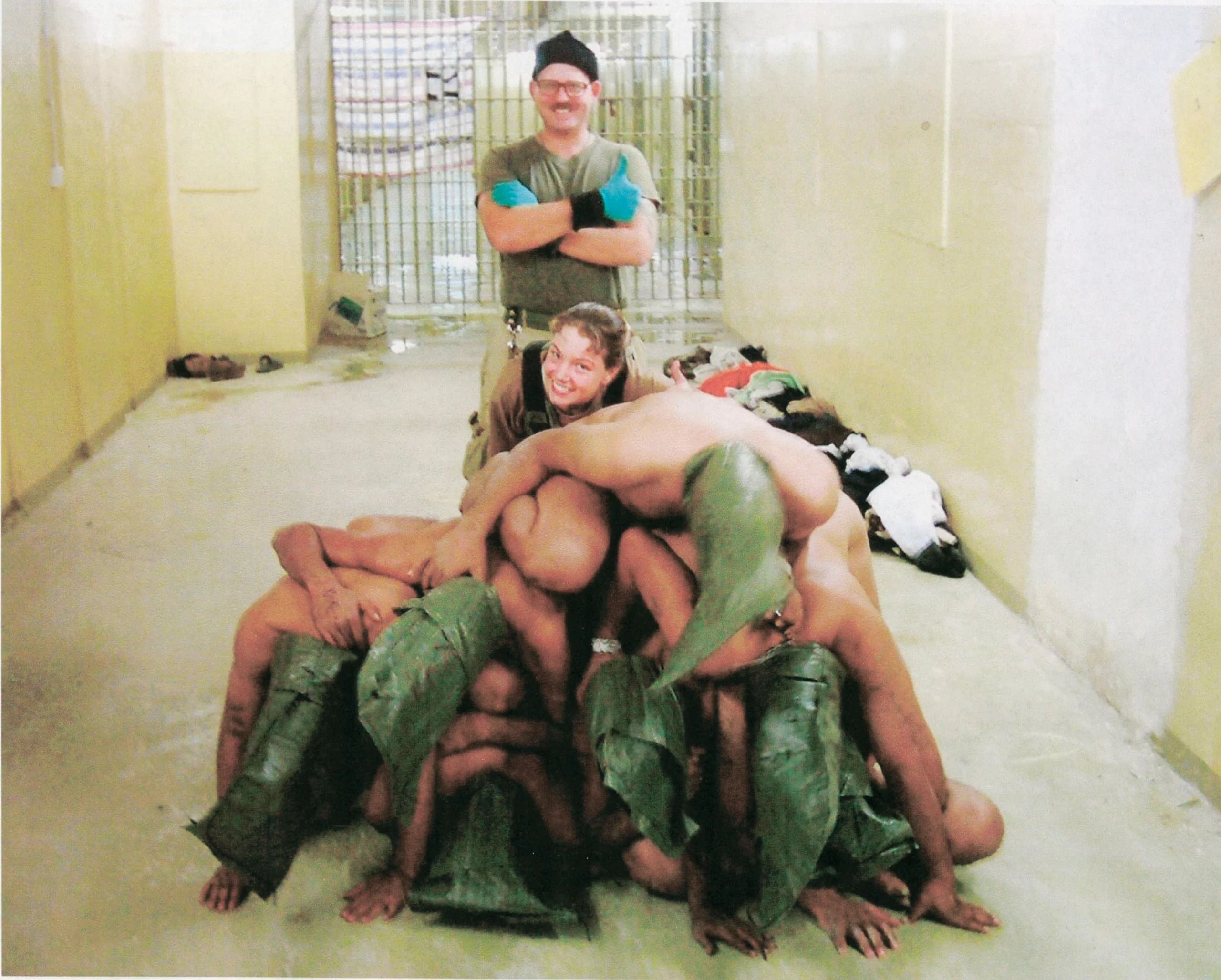
Charles Graner en Sabrina Harman bij ontklede gevangenen die een menselijke piramide moeten vormen

De Abu Ghraibgevangenis, sinds februari 2009 de Centrale Gevangenis van Bagdad, was een beruchte gevangenis in Irak, in Abu Ghraib, een voorstad van Bagdad. Onder het bewind van Saddam Hoessein werd het een van de meest brute gevangenissen van Irak genoemd. Extreme vormen van martelingen en executies waren toen aan de orde van de dag. Na de inval van Amerika in Irak, kwam de gevangenis in 2004 in het nieuws toen foto's over de mensonterende behandeling van Iraakse gevangenen door leden van het Amerikaanse leger openbaar werden gemaakt.
De gevangenis werd in september 2006 gesloten, nadat ze eerder was overgedragen aan de Iraakse autoriteiten. Er zaten toen 2000 gevangenen vast. In februari 2009 werd de gevangenis heropend onder de naam Centrale Gevangenis van Bagdad. In april 2014 werd bekendgemaakt dat de gevangenis opnieuw zou worden gesloten.

## Geschiedenis

### Onder Saddam Hoessein
Onder het regime van Saddam Hoessein stond de faciliteit onder de controle van het Directoraat van Algemene Veiligheid (al-Amn al-amm) en was ze de plaats van marteling en executie van duizenden politieke gevangenen. Men schat dat er alleen al in 1984 tot 4000 gevangenen geëxecuteerd zijn.
De sectie voor politieke medebewoners van Abu Ghraib was verdeeld in "open" en "gesloten" vleugels. De gesloten vleugel huisvestte alleen sjiieten. Bezoek of contact met de buitenwereld was niet toegestaan.
Krijgsgevangenen van strijdkrachten van de coalitie werden tijdens de Golfoorlog van 1991 gevangen gehouden en gemarteld in Abu Ghraib. Hiertussen zat ook de Britse SAS-patrouille Bravo Two Zero.
In 2001 werd het aantal gevangenen geschat op 15.000. Honderden sjiitische Koerden en andere Iraakse burgers met een Iraanse etniciteit werden er zonder proces vastgehouden sinds het begin van de Iran-Irak-oorlog. Gevangenen werden geregeld geëxecuteerd. Bewakers voedden hen verscheurd plastic. Volgens getuigenissen werden sommige van deze gevangenen aan experimenten onderworpen, als deel van het chemisch en biologisch wapenprogramma van Irak.
Voorafgaand aan de invasie van Irak in 2003 was een uitbreiding van de gevangenis aan de gang.
De rapporten van Amnesty International gaven een idee over de schaal van de misdaden (hoewel de onderzoekers geen volledig beeld konden schetsen door de geheimhouding van de overheid):
- 1994 - Meer dan 150 gevangenen werden doodgeschoten in twee dagen in januari.
- 1996 - Honderden leden van oppositiegroeperingen werden doodgeschoten in november.
- 1998 - 60 mensen, van wie de meesten gevangenen van de Sjiitische opstand in Irak van 1991, werden geëxecuteerd in juni.
- 1999 - Minstens 100 gevangenen werden doodgeschoten op 12 oktober.
- 2001 - 23 politieke gevangenen, hoofdzakelijk sjiitische moslims, werden doodgeschoten in oktober.

In oktober 2002, voor de aanval van de VS en bondgenoten, kondigde Hoessein een generaal pardon aan voor de gevangenen die toen nog in Abu Ghraib verbleven, en zij werden vrijgelaten. Toen zijn regime viel, werd de gevangenis geplunderd door de vroegere gevangenen.

### Onder de door de VS geleide coalitie

#### Martelingen door de bezettingsmacht
De gevangenis werd berucht toen in april 2004 tijdens het bewind van de Coalition Provisional Authority een documentaire werd uitgezonden door het Amerikaanse televisiestation CBS in een uitzending van het programma 60 Minutes. Daarin werd melding gemaakt van misbruik en vernedering van gevangenen door een kleine groep Amerikaanse soldaten. Het verslag werd twee weken uitgesteld op verzoek van het Amerikaanse ministerie van defensie en oppercommandant generaal Richard Myers, vanwege hevige gevechten in Irak.
De gevangenisopzichter werd vervangen door majoor-generaal Geoffrey Miller, die eerder opzichter was van de gevangenis in Guantánamo Bay.
De foto's waren waarschijnlijk genomen in november of december 2003 en werden onderzocht door het Amerikaanse leger, in het Taguba-rapport.
De Britse tabloid The Daily Sun publiceerde ook soortgelijke foto's waarop Engelse soldaten martelingen zouden uitvoeren, maar deze bleken in scène te zijn gezet.

#### Foto's
De afbeeldingen uit Abu Ghraib tonen onder andere naakte gevangenen die soms worden gedwongen tot het nadoen van seksuele handelingen, ook onder bedreiging van elektrocutie. Met name vernederend voor de islamitische wereld was het feit dat er een lachende vrouwelijke soldaat op de foto's staat; mannelijke naaktheid wordt gezien als beschamend en de soldate Lynndie England wijst naar de genitaliën van een naakte gevangene die een zak over zijn hoofd heeft. Er is ook een foto bij van een gevangene die lijkt te zijn overleden, waarbij een Amerikaanse soldaat lachend zijn duim omhoog steekt.
Behalve de gepubliceerde foto's zijn er volgens CBS nog veel meer van dit soort foto's, waaronder ook één waarop een hond een gevangene aanvalt. Een gevangene diende ook een klacht in omdat hij zou zijn verkracht door zijn gevangenismaten zonder dat aanwezige soldaten ingrepen.
Eind mei 2009 hield president Barack Obama de publicatie van nog meer foto's tegen om de troepen niet in gevaar te brengen.

#### Onderzoek
Onderminister van defensie Paul Wolfowitz en plaatsvervangend stafchef generaal Pace verklaarden op 14 mei voor de Senaatscommissie die het schandaal onderzocht, dat de behandeling in strijd was met de Conventie van Genève.
De Amerikaanse president, George W. Bush, noemde de beelden "afschuwelijk" en zei dat de daders zouden worden gestraft. Bush stelde dat deze daden op geen enkele wijze maatgevend waren voor de normale of aanvaardbare gang van zaken in het Amerikaanse leger. Zeventien soldaten in Irak, onder wie brigadegeneraal Janis Karpinski, werden meteen van dienst ontheven na de aanklacht over de mishandeling van gevangenen. Zes soldaten zouden voor het legertribunaal worden voorgeleid.
Brigadegeneraal Mark Kimmitt, onderdirecteur van de coalitieoperaties in Irak, zei: "Ik zou hier graag willen zitten en zeggen dat dit de enige gevallen zijn van misbruik van gevangenen waarvan we op de hoogte zijn, maar we weten dat er nog meer gevallen zijn sinds we hier in Irak zijn."
Zowel president Bush als minister van Defensie Donald Rumsfeld boden excuses aan.
Op 11 mei maakte het Amerikaanse Congres zijn onderzoek naar de misstanden bekend. Hieruit bleek dat de bovengenoemde foto's geen opzichzelfstaand incident waren geweest, maar dat er meer misdragingen plaatsgevonden hadden. Veel foto's en informatie werden niet naar buiten gebracht omdat ze te schokkend voor het publiek zouden zijn.
Gedurende mei 2004 kwamen meer foto's in de media in omloop. Ook werd door Amerikaanse soldaten verklaard dat ook door hoger geplaatste officieren was deelgenomen aan de mishandelingen.

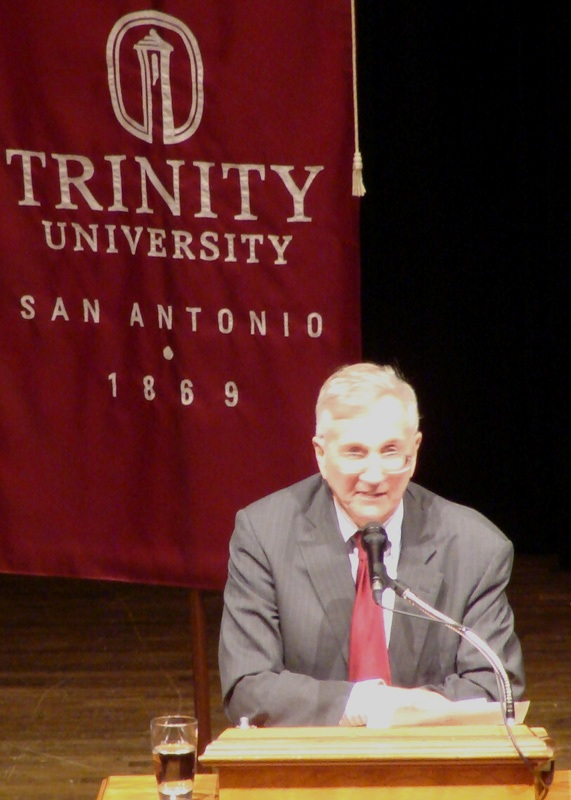
Seymour Hersh

De Amerikaanse onderzoeksjournalist Seymour Hersh berichtte op 24 mei dat er een speciaal programma was ontwikkeld door het Pentagon, Copper Green genaamd, dat de speciale vernederende ondervragingsmethodes propageerde. Het Pentagon ontkende het bestaan van een dergelijk programma.

#### Reacties in de media
Het verhaal en de foto's stonden wereldwijd op de voorpagina van veel kranten. Zij kregen ruime aandacht van media over de hele wereld, hetgeen leidde tot internationale ophef en walging. Abdel-Bari Atwan, redacteur van de Londense Arabische krant Al Quds Al Arabi, zei: "De bevrijders zijn erger dan de dictators. This is the straw that broke the camel's back for America".

### Proces tegen verdachten
Tijdens het proces gaf de verdachte Armin Cruz toe opdracht te hebben gegeven tot de mishandeling van gevangenen. Cruz was verantwoordelijk voor het verzamelen van inlichtingen en gaf opdracht om gevangenen naakt te laten rondlopen en hen te vernederen.
Charles Graner werd beschuldigd van het toestaan en het opleggen van seksueel, fysiek en psychologisch misbruik van Iraakse krijgsgevangenen in Abu Ghraib. Vanwege deze handelingen werd hij in januari 2005 veroordeeld tot tien jaar cel, gedegradeerd tot soldaat en verplicht zijn salaris terug te betalen. Ook werd bepaald dat hij na het uitzitten van zijn straf oneervol zou worden ontslagen.
Op 26 september 2005 werd Lynndie England op zes van de zeven aanklachten schuldig bevonden, waarna ze op 27 september 2005 tot drie jaar celstraf werd veroordeeld door een jury van vijf militaire officieren. Tevens kreeg ze oneervol ontslag uit het leger.
Ivan Frederick kreeg een gevangenisstraf van 8 jaar en oneervol ontslag. Jeremy Sivits nam veel van de foto's in Abu Ghraib, maar was zelf niet te zien. Hij kreeg een jaar cel, degradatie en ontslag. Sabrina Harman kreeg zes maanden cel, degradatie en ontslag.
Thomas Pappas kreeg een boete van 8000 dollar en een berisping, omdat hij zijn personeel niet goed had opgeleid. Janis Karpinski werd ontheven van haar commando en kreeg een officiële berisping.
Op 11 januari 2008 werd kolonel-luitenant Steven Jordan, die verantwoordelijk was voor de ondervragingen in de gevangenis, vrijgesproken van de belangrijkste aanklachten tegen hem.

### Vanaf 2008
In 2008 maakte de Iraakse overheid bekend de gevangenis te zullen reconstrueren en er onder meer een museum in te vestigen, waar de misdaden van Saddam Hoessein zouden worden getoond.
In februari 2009 werd het complex officieel heropend. De controle over de gevangenis werd overgedragen aan de Irakezen. Voortaan gaat Abu Ghraib door het leven als 'Bagdhad Central Prison' (Centrale Gevangenis van Bagdad). Het complex werd grondig gerenoveerd en nieuwe faciliteiten, zoals een ziekenhuis en bezoekruimtes, werden opgetrokken. De bedoeling was dat het de belangrijkste gevangenis van Bagdad zou worden met plaats voor 12.000 gedetineerden en tevens een modelgevangenis met regelmatige inspecties door het Rode Kruis en mensenrechtenorganisaties. Begin 2009 werd gemeld dat het detentiecentrum inmiddels voldeed aan de internationale standaarden.
Op 22 juli 2013 vond een zelfmoordaanslag met vrachtwagens vol met explosieven plaats op het detentiecentrum, waarbij zeker veertig doden vielen en enkele honderden gevangenen ontsnapten. Onder hen zouden hoge Al-Qaeda-leiders zijn. Onder meer naar aanleiding van deze aanslag en ontsnappingen maakte het ministerie van Justitie op 15 april 2014 bekend dat de gevangenis om veiligheidsredenen weer gesloten zou worden.

## Galerij

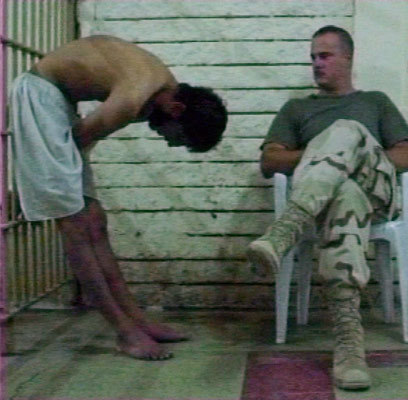
Fragment op televisiezender CBS
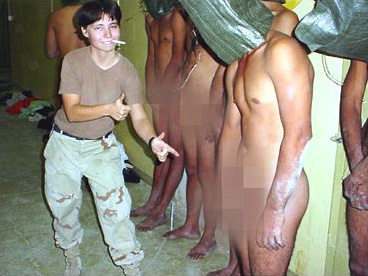
Lynndie England poseert bij ontklede gevangenen, november 2003
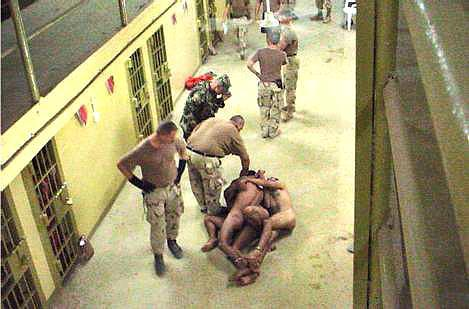
Amerikaanse soldaten met naakte gevangenen, mei 2004